# اولیور هاسنکمپ
اولیور هاسنکمپ (آلمانی: Oliver Hassencamp؛ ۱۰ مه ۱۹۲۱ – ۱ آوریل ۱۹۸۸) هنرپیشه و نویسنده اهل آلمان بود.
وی بازیگر فیلم‌هایی همچون سلام، بانوی جوان! بوده‌است.